# Хутровий промисел
Хутровий промисел — галузь мисливського господарства, добування хутрових звірів, первинна обробка і заготівля хутра для хутрової промисловості.
Продуктами хутрового промислу є також м'ясо, шкіряна сировина тощо.
Хутрові промисли сприяють знищенню гризунів-шкідників.
В Україні хутряна промисловість має переважно спортивний характер. Основними об'єктами хутрової промисловості е заєць білий, лисиця руда, кріт європейський, куниця лісова, вивірка звичайна, ондатра, тхір лісовий тощо.
Період полювання на хутрових звірів в Україні щороку визначається Наказом Держкомлісу. Типова назва наказу — «Про проведення полювання на диких парнокопитих та хутрових тварин у мисливський сезон 20__/20__ року» [Архівовано 24 вересня 2015 у Wayback Machine.].
Звичайно сезон триває з початку листопада до кінця січня. Терміни полювання щороку уточнюються і можуть змінюватися (звужуватися) на обласному рівні. Дні полювання — субота та неділя.